# Trofim Lysenko
Trofim Denisovitj Lysenko, född 29 september 1898 i Karlovka i nuvarande Ukraina, död 20 november 1976 i Moskva, var en sovjetisk biolog och agronom med en rad idéer om evolution, som framförallt stöttades av stalinisterna i Sovjetunionen och i Kina, men även av intellektuella i väst (däribland George Bernard Shaw). Han myntade begreppet vernalisering. Han blev 1940 chef för Lenins jordbruksakademi.
Grundtesen för Lysenko var, att förvärvade egenskaper kunde gå i arv och att man därför kunde lära arter, och människor, att leva i en karg miljö. Det skulle alltså innebära att man skulle kunna ge en individ vissa egenskaper under livet och sedan skulle dessa egenskaper automatiskt föras vidare till avkomman: en teori som i samtiden fått allt mer bevisunderlag och ökat i relevans. Som mikrobiologen James Shapiro skriver: "förmågan för en organism att förändra sitt eget arvsanlag går inte att förneka". Det var en tanke som var mycket tilltalande för bolsjevikerna, eftersom det var en teori som stämde väl in med en materialistisk dialektisk historieutveckling. De trodde att de skulle kunna skapa en ny sorts människa, perfekt anpassad för det kommande kommunistiska lyckoriket på jorden, Sovjetmänniskan. Detta gjorde att all forskning kring genteknik avbröts i Sovjetunionen, genetiska prover förstördes och genforskare blev förföljda, inspärrade och i några fall till och med avrättade. Detta ledde senare till att jordbruket misslyckades kapitalt och utgjorde en bidragande orsak till hungersnöd och död, i Sovjetunionen och även i Kina där hans idéer hade stor påverkan under det Stora språnget. Lysenkos förebild i "vetenskapligt" avseende var Ivan Mitjurin, och läran kallades därför michurinism. Som filosofisk bundsförvant hade Lysenko Isaj Prezent, som spelade en stor roll i det ideologiska försvaret av doktrinen.
Värt att notera är att bolsjevikerna inte tog avstånd från Charles Darwins teorier, utan delvis såg dem som en bekräftelse på dialektikens sanning. "Kampen för tillvaron" kritiserades, men teorin om förändringar över tiden accepterades. Det var istället Gregor Mendels ärftlighetslagar som angreps. En man som bekämpade lysenkoismen var Unescos förste generalsekreterare Julian Huxley, bland annat i boken Heredity East and West, Lysenko and World Science (svensk översättning: Sovjet och vetenskapen, 1951):
| ” | Från början trodde jag att Lysenkos påståenden måste innehålla en kärna av sanning. Ju mera jag hörde och läste, desto tydligare blev det emellertid att Lysenko och hans anhängare inte är vetenskapliga i ordets egentliga mening. De använder inte vedertagna vetenskapliga metoder, underkastar inte sina resultat normal vetenskaplig kritik och publicerar dem inte på ett sätt som möjliggör en vetenskaplig värdering av dem. De rör sig i en annan idévärld än vetenskapsmännen och diskuterar inte på ett vetenskapligt sätt. | „ |

Numera är namnet Lysenko synonymt med politiskt styrd pseudovetenskap.